# Phaeoseptoria peltigerae
Phaeoseptoria peltigerae is een parasiet uit de familie Phaeosphaeriaceae die leeft op korstmossen. Hij komt voor op Peltigera.

## Verspreiding
Wereldwijd is deze soort alleen in Nederland waargenomen. In Nederland komt Phaeoseptoria peltigerae zeer zeldzaam voor.